# عصمت الإسكندراني
عصمت محسن الإسكندراني (1898 - 1973) هي بحارة وكاتبة مصرية.

## حياتها ونشأتها
وُلدت عصمت عام 1898،وتلقت تعليمها بالإسكندرية في البيت والمدرسة، وأجادت إلى جانب لغتها العربية والفرنسية والإنجليزية. تعلقت منذ صباها بجدها حسن باشا الإسكندراني وبتاريخ البحرية المصرية ومواقعها الحربية، وبأمجاد العرب في البحار، عاشت أيامها الأخيرة في عزبتها الخاصة بشبراخيت التابعة لمحافظة البحيرة حتى تُوفيت عام 1973 وجدها حسن باشا الإسكندراني أمير البحار وقائد البحرية المصرية الذي استشهد في حرب القرم بين تركيا وروسيا عام 1854. أُطلق عليها لقب أم البحرية المصرية، فوُلدت 1898. قامت برحلات استكشافية ودراسية متتابعة خلال 18 عامًا، حتى أُطلق عليها بنت بطوطة، لكثرة سفرها. عند اندلاع الحرب، قامت بالتبرع بسفينة حربية مجهزة كاملة على نفقتها الخاصة، وأهدتها إلى القوات البحرية، كما أهدت منزلها الواقع في رأس التين بالإسكندرية إلى القوات البحرية ليكون ناديًا بحريًا، ووهبت جميع ممتلكاتها من عقارات وأراضٍ زراعية وما لديها من مال في وصيتها بعد وفاتها للكلية البحرية، مساهمًة منها للنهوض بأسطول مصر، ليضارع أكبر أساطيل العالم. نالت وسام الكمال الذهبي عام 1955 من الرئيس جمال عبد الناصر. شاركت بالعديد من المقالات والمؤلفات عن التاريخ العربي والشرقي وأمجاده والمواقع البحرية التي شارك فيها العرب والحروب التي خاضها جدها. كونت جمعية خيرية بعد ذلك، وسُميت باسمها جمعية أم البحرية، ولا تزال الجمعية قائمة حتى الوقت الحاضر، حيث تخدم جنود وضباط الصف في البحرية وعضواتها من زوجات وبنات ضباط.